# Omen (Soulfly)
Omen is het zevende album van de Amerikaanse metalband Soulfly. Het album is uitgebracht in 2010. Het album houdt hetzelfde geluid als Conquer aan, maar het gemiddelde tempo is verlaagd, waardoor dit album meer richting groovemetal gaat dan zijn voorganger.

## Tracks
1. "Bloodbath & Beyond"
2. "Rise of the Fallen"
3. "Great Depression"
4. "Lethal Injection"
5. "Kingdom"
6. "Jeffrey Dahmer"
7. "Off with Their Heads"
8. "Vulture Culture"
9. "Mega-Doom"
10. "Counter Sabotage"
11. "Soulfly VII"

## Bezetting van de band tijdens opname
- Max Cavalera
- Bobby Burns
- Joe Nuñez
- Marc Rizzo